# Kenneth To
Kenneth To (Hongkong, 7 juli 1992 – Gainesville (Florida), 18 maart 2019) was een Hongkongs-Australische zwemmer.

## Carrière
Tijdens de Olympische jeugdzomerspelen 2010 in Singapore won To zes medailles. Bij zijn internationale seniorendebuut, op de wereldkampioenschappen kortebaanzwemmen 2010 in Dubai eindigde de Australiër als vijfde op de 100 meter wisselslag en als zesde op de 200 meter wisselslag.
Op de wereldkampioenschappen zwemmen 2011 in Shanghai eindigde To als achtste op de 200 meter wisselslag.
De Australiër wist zich niet te kwalificeren voor de Olympische Zomerspelen 2012 in Londen. In november 2012 greep hij de eindzege in de wereldbeker zwemmen. Tijdens de wereldkampioenschappen kortebaanzwemmen 2012 in Istanboel veroverde To de zilveren medaille op de 100 meter wisselslag, daarnaast eindigde hij als vierde op de 200 meter wisselslag en strandde hij in de halve finales van de 100 meter vlinderslag. Op de 4x100 meter vrije slag legde hij samen met Tommaso D'Orsogna, Kyle Richardson en Travis Mahoney beslag op de bronzen medaille, op de 4x100 meter wisselslag sleepte hij samen met Robert Hurley, Grant Irvine en Tommaso D'Orsogna de bronzen medaille in de wacht.
Hij overleed op trainingskamp in Florida op 26-jarige leeftijd.

## Internationale toernooien
| Jaar | Olympische Spelen | WK langebaan | WK kortebaan                                                                                        | PanPacs       | Gemenebestspelen |
| ---- | ----------------- | --- | --------------------------------------------------------------------------------------------------- | ------------- | ---------------- |
| 2010 |                   | | 5e 100m wisselslag 6e 200m wisselslag                                                               | geen deelname | geen deelname    |
| 2011 |                   | 8e 200m wisselslag                                                                                                | |               |                  |
| 2012 | geen deelname     | | 11e 100m vlinderslag · 100m wisselslag · 4e 200m wisselslag · 4x100m vrije slag · 4x100m wisselslag |               |                  |
| 2013 |                   | 13e 200m wisselslag · 4e 4x100m vije slag · To zwom enkel de series · 4x100m wisselslag · To zwom enkel de series | |               |                  |

## Persoonlijke records
Bijgewerkt tot en met 13 augustus 2013
Kortebaan
| Afstand          | Tijd    | Datum            | Plaats    |
| ---------------- | ------- | ---------------- | --------- |
| 50m vrije slag   | 21,47   | 14 oktober 2012  | Stockholm |
| 100m vrije slag  | 46,52   | 10 augustus 2013 | Berlijn   |
| 200m vrije slag  | 1.45,36 | 3 oktober 2012   | Dubai     |
| 50m vlinderslag  | 23,12   | 2 juli 2011      | Adelaide  |
| 100m vlinderslag | 50,19   | 14 oktober 2012  | Stockholm |
| 100m wisselslag  | 51,21   | 10 augustus 2013 | Berlijn   |
| 200m wisselslag  | 1.52,01 | 11 augustus 2013 | Berlijn   |

Langebaan
| Afstand          | Tijd    | Datum            | Plaats       |
| ---------------- | ------- | ---------------- | ------------ |
| 50m vrije slag   | 22,49   | 26 augustus 2010 | Kihei        |
| 100m vrije slag  | 48,88   | 7 augustus 2012  | Indianapolis |
| 200m vrije slag  | 1.50,32 | 29 mei 2012      | Dumbéa       |
| 50m vlinderslag  | 24,79   | 1 april 2011     | Sydney       |
| 100m vlinderslag | 52,65   | 9 augustus 2012  | Indianapolis |
| 200m wisselslag  | 1.58,72 | 29 april 2013    | Adelaide     |